# جمال الدين الغزنوي

كتاب أصول الدين للإمام جمال الدين الغزنوي هو من الكتب المهمة في مدرسة الحنفية الماتريدية حيث يعتبر مؤلفه من الطبقة الثالثة من طبقات الماتريدية في التأليف، ذكر فيه المسائل العقائدية لأهل السنة والجماعة مع الشرح المبسط.

القاضي جمال الدين الغَزْنَوي (000 - 593هـ = 000 - 1197م) هو فقيه حنفي أصولي، ومتكلم على مذهب أهل السنة والجماعة وطريقة أبي منصور الماتريدي.

## اسمه ونسبه
هو: أحمد بن محمد بن محمود بن سعيد ابن نوح القابسي. ولُقّب بالغزنوي، نسبة إلى مدينة غزنة.

## مولده
لم تذكر كتب التراجم تاريخاً لميلاده. وكذلك الأمر بالنسبة لأسرته. وحتى حياته في شبابه ونشأته، وربما كان الزلزال الذي ضرب مدينة حلب آنذاك قد أتى على بقية المصادر التي تتعلق بترجمته.

## شيوخه
تفقّه على عدد من العلماء، أبرزهم:
- أحمد بن يوسف الحسيني العلوي.
- علاء الدين أبو بكر بن مسعود بن أحمد الكاساني (ت 587هـ) فقيه حنفي أصولي، من أهل حلب. من كتبه: (بدائع الصنائع في ترتيب الشرائع)، و(السلطان المبين في أصول الدين).

## تلاميذه
لم تذكر كتب التراجم عدد تلاميذه إلا أنها ذكرت واحداً من أبرز هؤلاء وهو: أحمد بن يوسف بن علي بن محمد بن أحمد، أبو نصر، وقيل أبو العباس عماد الدين الحسني. تفقه على الغزنوي، وكان مولده سنة نيف وستين وخمس مئة بحلب، وسمع الحديث من أبي هاشم عبد المطلب بن الفضل الهاشمي شيخ الحنفية. وخرج من حلب إلى مصر حين وصل التتار إلى بلاد الروم سنة 640هـ وحدث بها، وأضر بمصر، ثم عاد إلى حلب فأقام صابراً محتسباً، إلى أن مات في بعض شهور سنة 648هـ بحلب.

## مؤلفاته
يعتبر الغزنوي عالماً في الفقه والأصول، بارعاً في مسائل العقيدة، وعلم الكلام، يتجلى ذلك من خلال مصنفاته التي تراوحت بين هذه العلوم. ومن كتبه:
- كتاب: روضة اختلاف العلماء.
- وكتاب: في أصول الفقه.
- وله: (مقدمة الغزنوي) في الفقه وهي مشهورة باسمه. وقد قام بتحقيقها الشيخ خليل محيي الدين الميس، مفتي البقاع في لبنان، ومدير أزهر لبنان، عام 1404هـ = 1984م، طبعة دار الفكر، بيروت - لبنان. قال عبد الحي اللكنوي صاحب الفوائد البهية: «قد طالعت من تآليفه (المقدمة) وهو مصغر حجماً مكبر علماً، أوله الحمد لله الذي عم البلاد بنعمته الخ».
- وكتاب: روضة المتكلمين في أصول الدين. وربما كان هذا الكتاب هو نفسه المسمى بأصول الدين.
- وكتاب: المنتقى من روضة المتكلمين. وهو اختصار لكتاب: (روضة المتكلمين في أصول الدين)، وقد أشار إليه العديد من العلماء.
- وكتاب: الحاوي القدسي في الفروع.
- وكتاب: عقائد الغزنوي.
- وكتاب: النتف في الفتاوي.

## مذهبه الفقهي وعقيدته
كان الغزنوي حنفي المذهب، وقد أجمع العلماء والمؤرخين على ذلك. ومما يؤكد هذا أيضاً ما جاء في (مقدمة الغزنوي) حيث يقول ما نصّه: «الباب الأول وفيه طلب العلم، وفيه أربعة فصول: أ- في مناقب الإمام أبي حنيفة رحمه الله تعالى...». وكمعظم العلماء الأحناف كان الغزنوي ماتريدي العقيدة، وذلك واضح من خلال آرائه التي ذكرها في كتابه (أصول الدين).

## وفاته
مات في حلب سنة 593هـ = 1197م.